# Pseudogyrtona mesoscia
Pseudogyrtona mesoscia là một loài bướm đêm trong họ Noctuidae.